# Тодор Радев
Тодор Димитров Радев е български военен деец, генерал-майор и политик.

## Биография
Роден е на 27 февруари 1887 година в Дупница, в семейството на опълченеца Димитър Радев, участвал в боевете при Стара Загора, Шипка и Шейново. След Освобождението Димитър Радев е кмет на Дупница, депутат в няколко народни събрания.
Тодор Радев завършва Военното на Негово Княжеско Височество училище през 1906 година, а през 1915 година – и Николаевската генералщабна академия в Санкт Петербург, Русия. От 1906 година е подпоручик и служи в 7-и артилерийски полк в Самоков. На 22 септември 1909 година е произведен в чин поручик. Служи във 2-ри планински артилерийски полк.
Участва в Балканската война (1912 – 1913) като командир на батарея в Македоно-одринското опълчение. На 8 август 1913 година е повишен в чин капитан. Същата година е награден с орден „За храброст“ IV степен, 2-ри клас.
В Първата световна война служи в щаба на Планинската дивизия, в щаба на 2-ра пехотна тракийска дивизия и в Оперативния отдел при Щаба на Действащата армия. Адютант е на Дирекцията за стопански грижи и обществена предвидливост (ДСГОП). От 30 май 1917 година е майор и същата година е награден с орден „За храброст“ IV степен, 1-ви клас и германски „Железен кръст“ II степен. През 1918 е награден с австрийски кръст да военни заслуги, III степен.
В периода 1922 – 1928 година е преподавател във Военното училище, а след това – началник на отделение в Щаба на армията. От 1920 година е подполковник, а от 1926 г. – полковник. През 20те години Радев, заедно с поручик Тома Прендов е офицер за връзка между генерал-майор Иван Вълков и Тодор Александров. В периода 1927 – 1929 г. е началник на Военната академия в София.
В 1930 година Тодор Радев е началник на Школата за запасни офицери, а през 1931 – 1932 е военен аташе в Берлин, Букурещ и Лондон. През 1932 година е началник на Търновския гарнизон, началник на артилерийския отдел в щаба на 4-та военно-инспекционна област и началник на 5-а пехотна дунавска дивизия. Назначен е за командир на 18-а пехотна етърска дружина (16 юни 1932 – 26 май 1934), а на 26 август 1934 година е произведен в чин генерал-майор. За кратко през 1934 година е командир на 2-ра пехотна тракийска дивизия, след което е началник на 2-ра военно-инспекционна област. През 1935 година е офицер за поръчки към Кабинета на военния министър. Награден е с полски орден „Полония реститута“ и в края на годината е уволнен от армията.
Васил Бойдев, който работи заедно с Тодор Радев, го определя в спомените си като 
| „ | ... културен, тактичен, самостоятелен и волеви началник, един от редките в нашата армия. | “ |

### Политическа дейност
Участието на Тодор Радев в политическия живот на България е свързано с членството му във Военния съюз. Макар че не е член на Централното управление на Съюза, Т. Радев е един от активните дейци на неговото умерено течение. След разрива между Политическия кръг „Звено“ и Военния съюз, при съставянето на кабинета на генерал Пенчо Златев (22 януари 1935 – 21.04.1935) генерал Радев поема поста министър на народното просвещение. Този пост той запазва и в правителството на Андрей Тошев (21 април 1935 – 23 ноември 1935). По негово решение през 1935 година в Дупница е създаден Учителския институт „Св. Иван Рилски“.

### В запас
След уволнението си от армията Тодор Радев се отдава на стопанска дейност. През 1942 – 1944 година е ръководител на тютюневата фирма АД „Златолист“, работи в Дупница и Кавала, Егейска Македония.
Председател е на Българо-японското дружество, с подпредседател инженер Иван Иванов.
След Деветосептемврийския преврат многократно е подлаган на репресии. Подведен е под отговорност от т.нар. Народен съд през 1945 година, но е освободен. По-късно е интерниран в Дулово, а през 1949 – 1955 година – в Луковит.
Генерал-майор Тодор Радев умира в мизерия на 3 ноември 1957 година в София.
През 1998 година Тодор Радев е избран посмъртно за почетен гражданин на Дупница.
Генерал Тодор Радев е женен и има едно дете.

## Военни звания
- Подпоручик (19 септември 1906)
- Поручик (22 септември 1909)
- Капитан (5 август 1913)
- Майор (30 май 1917)
- Подполковник (5 април 1920)
- Полковник (6 май 1926)
- Генерал-майор (26 август 1934)

## Награди
- Военен орден „За храброст“ IV степен, 2 клас (1913)
- Военен орден „За храброст“ IV степен, 1 клас (1917)

### Чуждестранни
- Орден „Железен кръст“ II степен, Германска империя (1917)
- Орден „Кръст за военна заслуга“ III степен, Австро-Унгария (1918)
- Орден „Полония реститута“, Полша (1935)

## Съчинения
- Службата на генералния щаб, София 1927, 500 с.
- Санитарната служба във военно време, София 1930, 155 с.